# Pachnobia uniformis
Pachnobia uniformis là một loài bướm đêm trong họ Noctuidae.